# Campagnatico
Campagnatico is een gemeente in de Italiaanse provincie Grosseto (regio Toscane) en telt 2488 inwoners (31-12-2004). De oppervlakte bedraagt 162,6 km², de bevolkingsdichtheid is 15 inwoners per km².
De volgende frazioni maken deel uit van de gemeente: Arcille, Marrucheti, Montorsaio.

## Demografie
Campagnatico telt ongeveer 1007 huishoudens. Het aantal inwoners daalde in de periode 1991-2001 met 1,9% volgens cijfers uit de tienjaarlijkse volkstellingen van ISTAT.
| Jaar | Inwoneraantal |
| ---- | ------------- |
| 1991 | 2471          |
| 2001 | 2423          |

## Geografie
De gemeente ligt op ongeveer 275 meter boven zeeniveau.
Campagnatico grenst aan de volgende gemeenten: Arcidosso, Cinigiano, Civitella Paganico, Grosseto, Roccalbegna, Roccastrada, Scansano.

## Externe link

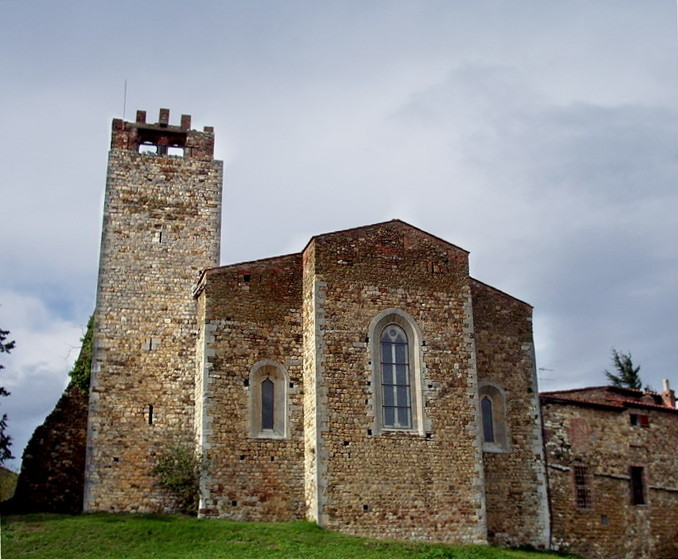
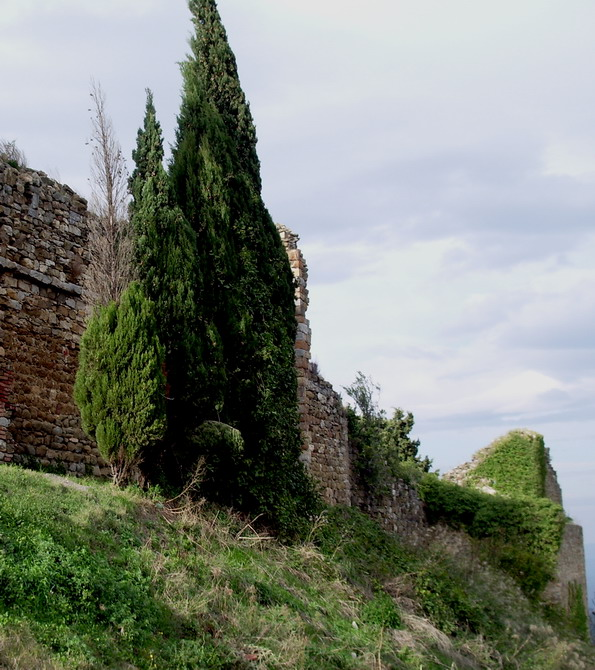
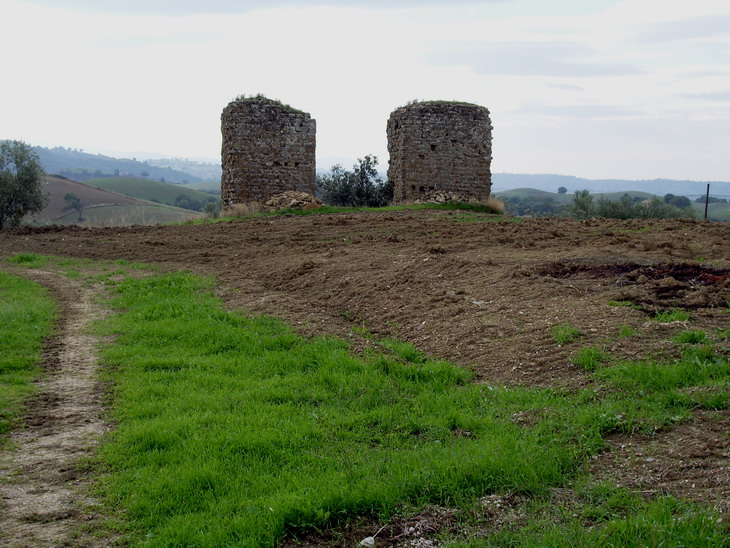
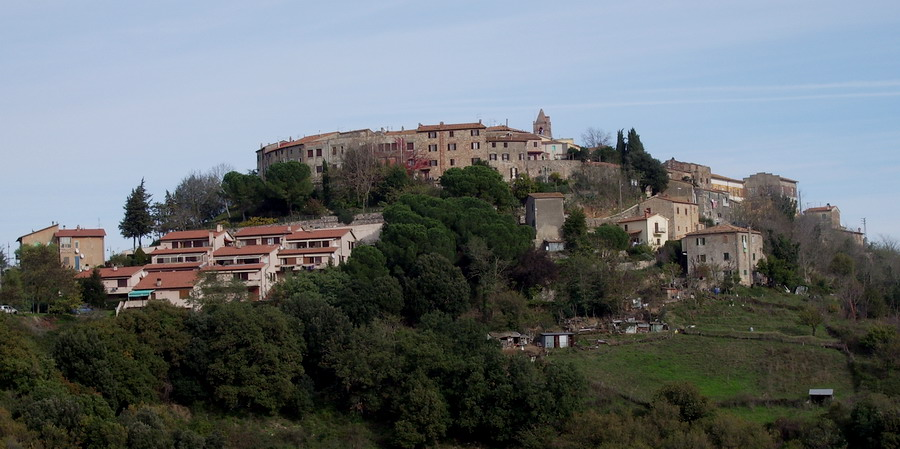

## Partnersteden
- Würselen (Duitsland)